# Флур
Флур (фр. Floure) — коммуна во Франции, находится в регионе Лангедок — Руссильон. Департамент коммуны — Од. Входит в состав кантона Капандю. Округ коммуны — Каркасон.
Код INSEE коммуны — 11146.

## Население
Население коммуны на 2008 год составляло 361 человек.
| 1962 | 1968 | 1975 | 1982 | 1990 | 1999 | 2008 |
| ---- | ---- | ---- | ---- | ---- | ---- | ---- |
| 98   | 138  | 137  | 260  | 255  | 318  | 361  |

## Экономика
Основу экономики составляет виноградарство.
В 2007 году среди 233 человек в трудоспособном возрасте (15—64 лет) 161 была экономически активными, 72 — неактивными (показатель активности — 69,1 %, в 1999 году было 75,6 %). Из 161 активных работали 135 человек (73 мужчины и 62 женщины), безработных было 26 (15 мужчин и 11 женщин). Среди 72 неактивных 26 человек были учениками или студентами, 20 — пенсионерами, 26 были неактивными по другим причинам.

## Достопримечательности
- Аббатство Rieunette